# Бринкман, Альберт Эрих
Альберт Эрих Бринкман (нем. Albert Erich Brinckmann; 4 сентября 1881, Нордернай, Нижняя Саксония — 10 августа 1958, Кёльн) — немецкий историк искусства.

## Биография
Альберт Эрих Бринкманн родился в семье известного искусствоведа и коллекционера Юстуса Бринкмана. После окончания гуманитарной гимназии (humanistischen Gymnasiums) изучал историю искусств в Берлине, Мюнхене и Техническом университете Берлин-Шарлоттенбург, где в 1905 году получил докторскую степень.
В 1908 году Альберт Эрих Бринкман начал систематические исследования городской архитектуры в тесной связи с современным изобразительным искусством. Он отверг романтический урбанизм Камилло Зитте. Следуя концепции Генриха Вёльфлина, Бринкман включал в свои исследования проблемы архитектурного проектирования, в результате чего интерпретировал форму прежде всего как отражение мировоззрения ныне живущих людей.
В 1912 году Альберт Бринкман стал сотрудником Технологического института в Карлсруэ (Technische Hochschule Karlsruhe), где преподавал историю архитектуры и изобразительного искусства, а также городское планирование. С 1919 по 1921 год он был профессором в Ростоке, с 1921 по 1931 год в Кёльне, с 1931 по 1935 год в Берлине, а затем в Институте истории искусств Университета во Франкфурте-на-Майне. Он преподавал там как ведущий историк искусства до своего увольнения в 1946 году.

## Научная работа
С 1916 года, после гибели на фронте Первой мировой войны Фрица Бюргера, инициатора издания «Справочник по искусствознанию» (Handbuch der Kunstwissenschaft), Бринкман стал редактором этого выдающегося проекта, составившего в итоге к 1930 году тридцать два тома. Бринкман подготовил для этого издания два тома об искусстве барокко. Написание других томов Бринкман поручал лучшим историкам искусства своего времени: А. Бушо, Э. Малю, А. Мишелю, Н. Певзнеру и многим другим.
Альберт Эрих Бринкман внёс значительный вклад в изучение искусства барокко в романских странах. Он также рано осознал художественно-историческое значение архитектуры русского барокко и русской скульптуры. Его работа «Поздние произведения великих мастеров» (Spätwerke großer Meister), вышедшая в 1925 году, представляет собой попытку подойти к мировому историко-художественному процессу в междисциплинарном ключе и одновременно акцентировать проблему закономерностей смены больших исторических стилей, особенно об их духовном содержании и значении. Альберт Эрих Бринкманн ссылался как на новейшие психологические исследования, так и на психолого-биологические идеи.
Неокантианские взгляды Альберта Эриха Бринкмана были близки «философии жизни». В этом аспекте он отстаивал содержательную природу и нравственную ответственность искусства. Он оценивал художественные явления идеалистически как абсолютную характеристику нации, переоценивая при этом роль личности.
Бринкманн имел краткие контакты с итальянскими фашистами, был временно тесно связан с нацистским режимом и 1 мая 1933 года вступил в НСДАП (членский номер 3 470 407). Однако в 1935 году в Берлине его заменил Вильгельм Пиндер, который представлял крайне шовинистический взгляд на роль среднего класса в Европе в смысле позднейшей нацистской теории.

## Почести
- Почётный член Королевского института градостроительства, Лондон. 1014
- Шведский королевский орден Полярной звезды, командор II степени. 1934
- Великий офицер Ордена Короны Италии. 1938
- Серебряная медаль Гроция за заслуги в распространении международного права. 1957
- Почётный доктор Технического университета Турина. 1959